# Terminator: Die Erlösung
Terminator: Die Erlösung (Original: Terminator Salvation) ist ein US-amerikanischer Science-Fiction-Film des Regisseurs Joseph „McG“ McGinty Nichol, der am 21. Mai 2009 in den USA und am 4. Juni 2009 in den deutschen Kinos anlief. Der vierte Teil der Terminator-Reihe ist die Fortsetzung zu Terminator (1984), Terminator 2 – Tag der Abrechnung (1991) und Terminator 3 – Rebellion der Maschinen (2003).
Terminator: Die Erlösung war als erster Teil einer neuen Trilogie geplant, die jedoch nicht zustande kam.

## Handlung
Im Jahr 2003 überlässt der zum Tode verurteilte Mörder Marcus Wright, der seinen Bruder und zwei Polizisten getötet hat, seinen Körper dem Unternehmen Cyberdyne Systems zu Forschungszwecken. Bald darauf nimmt das Cyberdyne-Computersystem Skynet die Menschheit als Bedrohung seiner Existenz wahr und löst einen Atomkrieg aus.
Das Jahr 2018: Ein Großteil der Menschheit wurde durch den Atomkrieg und danach durch Skynets Maschinen-Armee ausgelöscht, die Überlebenden dienen als Arbeitssklaven oder haben sich Widerstandsgruppen angeschlossen, um gegen die Herrschaft der Maschinen zu kämpfen.
Bei einem Angriff auf eine Satellitenkommunikationsanlage von Skynet findet der Widerstandskämpfer John Connor in einer unterirdischen Befestigung zum ersten Mal die Pläne für den T-800, dessen Entwicklung er schon lange vorausgesagt hat. Während John im Untergrund die Pläne sichert, werden oberhalb einige seiner Mitkämpfer getötet, die anderen in einem feindlichen Fluggerät verschleppt. John gelingt als Einzigem die Flucht. Kurz danach steigt der vormalige Todeskandidat Marcus Wright aus der Grube und zeigt sich verwirrt über seine zerstörte Umgebung. Währenddessen begibt sich John zum Führungs-U-Boot des Widerstands. Dort erfährt er von der Entdeckung eines Kurzwellensignals, mit dem sich anscheinend alle Skynet-Maschinen in Sendereichweite deaktivieren lassen. John erklärt sich bereit, die Wirkung des Signals an verschiedenen Maschinen zu testen.
In den Ruinen von Los Angeles trifft Marcus auf den jungen Kyle Reese, John Connors Vater, und dessen Begleiterin Star, ein stummes Kind. Zusammen fliehen sie in Richtung einer Basis des menschlichen Widerstands. Auf dem Weg dahin werden Reese und das Kind von einem Harvester (einem riesenhaften Roboter) in ein Trägerschiff mit weiteren menschlichen Gefangenen gesteckt. Marcus kann sich retten und trifft auf die Pilotin Blair Williams, die sich kurz zuvor mit dem Schleudersitz aus einem abstürzenden Kampfflugzeug gerettet hat. Marcus will die Skynet-Zentrale aufsuchen, um seine Freunde zu befreien. Blair erzählt ihm von John Connor, der ihm dabei helfen kann, und Marcus willigt ein, mit in Johns Basis zu kommen.
John testet inzwischen das Signal an einem Hydrobot, einem im Wasser agierenden Roboter. Es funktioniert, und man will es zur Sicherheit auch an größeren Maschinen testen. Auch ein fliegender Hunterkiller kann durch das Signal im Flug ausgeschaltet werden.
Auf dem Weg zu Johns Basis müssen Blair und Marcus durch ein Feld mit magnetischen Minen, wobei Marcus schwer verletzt wird und es sich zeigt, dass er ein Cyborg ist. Die Widerstandskämpfer fürchten, dass es sich bei ihm um einen neuen Typus eines Terminators handeln könnte. In der Basis wird Marcus in Ketten gelegt und seine metallenen Körperteile werden untersucht. Dabei wird festgestellt, dass sich Marcus grundlegend von den anderen Terminatoren unterscheidet: Er verfügt über ein menschliches Herz und ein menschliches Gehirn mit zugeschaltetem Microchip. Marcus kann seinen Zustand nicht fassen und beteuert, dass er ein Mensch sei. Da er Blair vor einer Vergewaltigung gerettet hat, vertraut sie seiner menschlichen Seite und befreit ihn. Auf der Suche nach dem entflohenen Gefangenen wird John von Hydrobots angegriffen, Marcus kommt ihm jedoch zu Hilfe. John ist nun überzeugt, dass Marcus Gutes im Schilde führt, und lässt sich überzeugen, dass Marcus den von Skynet gefangenen Kyle Reese sucht und ihm seine Position mitteilt.
Da Skynet die Ankunft von Marcus erwartet, lassen ihn die Verteidigungsanlagen ins Innere der festungsartigen Maschinenbasis gelangen, die im zerstörten San Francisco liegt. In der Zentrale deaktiviert Marcus die Verteidigungsanlagen, um den Weg für John frei zu machen. Marcus’ Verletzungen und defekte Teile werden von Skynet geheilt und repariert. Von Skynet persönlich erfährt Marcus, dass das gefundene Abschaltsignal eine Falle war, um durch Funkpeilung das Führungs-U-Boot des Widerstands zu lokalisieren, welches von einem Hunterkiller mit einer Plasma-Waffe zerstört wird. Marcus’ Bestimmung war es, den Widerstand zu infiltrieren und dessen Position in Erfahrung zu bringen sowie John ins Innere von Skynet zu locken. Marcus will das jedoch nicht akzeptieren, reißt sich den Mikrochip von Skynet aus seinem Hinterkopf und flieht.
John sucht unterdessen seinen Vater Reese. Die Position von Reese, die Marcus aus dem Speicher von Skynet an John gesendet hat, war jedoch eine Falle und John wird von einem einsatzbereiten und mit menschlicher Haut bedeckten T-800 (Modell 101) überrascht. Reese, tatsächlich an einem anderen Ort festgehalten, kann sich befreien.
John versieht die nuklearen Brennstoffzellen, welche als Energiequelle für die T-800 dienen, mit Funksprengladungen. Währenddessen kämpft Marcus gegen den T-800, bis dieser sein Herz zum Stillstand bringt. Bei dem erfolgreichen Versuch, Marcus mittels Stromschock wieder zum Leben zu erwecken, wird John von einer Metallstange durchbohrt. Marcus kann ihn retten und sie fliegen mit einem herbeigerufenen Hubschrauber aus der Maschinenfabrik. Star gibt John den Sender für die Sprengladungen an den Brennstoffzellen; dieser zündet sie, und die gesamte Basis wird zerstört. An einem sicheren Ort kann John vorerst gerettet werden, sein Herz hält jedoch nicht mehr lange durch. Marcus will seine zweite Chance nutzen und sein Herz John spenden. John überlebt und Marcus stirbt als Mensch. Sich erholend teilt John via Radio den anderen Widerstandskämpfern mit, dass diese Schlacht zwar gewonnen worden, jedoch das Kriegsende noch weit entfernt sei.

## Produzenten/Regie
Der vierte Teil der Terminator-Reihe entstand nach einem Drehbuch von Michael Ferris und John Brancato unter der Regie von McG. Der Film wurde von Moritz Borman, Derek Anderson, Victor Kubicek und Jeffrey Silver produziert und von Peter D. Graves, Bahman Naraghi, Mario F. Kassar, Andrew G. Vajna, Joel B. Michaels, Dan Lin und Jeanne Allgood koproduziert.
Die Drehbuchautoren Ferris und Brancato waren bereits am dritten Teil Terminator 3 – Rebellion der Maschinen beteiligt.

## Rezeption

### Finanzieller Erfolg
Bei Produktionskosten von etwa 200 Mio. US-Dollar spielte der Film am Startwochenende 42,6 Mio. Dollar ein, was einer durchschnittlichen Einnahme von ca. 12.000 US-Dollar pro Kino entspricht. Damit blieb er nur knapp unter dem Eröffnungswochenende des Vorgängerfilms Terminator 3, welcher ca. zwei Millionen Dollar mehr einspielte (nicht inflationsbereinigt). Das weltweite Einspielergebnis betrug rund 371 Mio. US-Dollar.

### Musik
Der Komponist Danny Elfman orientierte sich bei dem Leitthema am ersten Terminator-Film, dessen Musik von Brad Fiedel stammt. Elfman ergänzte den Score durch harte Maschinengeräusche sowie schnelle Streicher und Blechbläser, wobei letztere teilweise an den Matrix-Soundtrack von Don Davis erinnern. Dazu ist die Filmmusik auch manchmal recht episch sowie sanft und fast melancholisch am Schluss, wo auch Klaviertöne zum Einsatz kommen. Insgesamt erkennt man Elfmans typische Handschrift, welche er vor allem durch seine langjährige Zusammenarbeit mit Tim Burton perfektionierte, kaum noch. Nur an einigen Stellen blitzt sein Stil hervor.

### Fortsetzungspläne
Terminator: Die Erlösung war von der Halcyon Company als Start einer neuen Trilogie geplant. Weil der Film vor allem in den USA ein eher mäßiges Einspielergebnis einfuhr, geriet das Unternehmen jedoch in finanzielle Probleme und verkaufte die Rechte an Pacificor. Mit dem Verkauf der Rechte wurden auch die Trilogie-Pläne mit Christian Bale auf Eis gelegt.
Stattdessen wurde für das Jahr 2015 der Beginn einer neuen Trilogie mit Arnold Schwarzenegger in der Rolle als T-800 geplant. Drehstart war der 21. April 2014. Der erste Teil trägt den Titel Terminator: Genisys und kam im Juli 2015 in die Kinos. Der Film blieb ohne eigene Fortsetzung. Terminator: Dark Fate (2019) schließt an Teil 2 an und ignoriert alle weiteren Terminator-Filme.

## Synchronisation
Die Synchronarbeiten fanden bei der FFS Film- & Fernseh-Synchron unter der Dialogregie von Andreas Pollak statt.
| Rolle                   | Schauspieler         | Synchronsprecher   |
| ----------------------- | -------------------- | ------------------ |
| John Connor             | Christian Bale       | David Nathan       |
| Kyle Reese              | Anton Yelchin        | Tobias Nath        |
| Marcus Wright           | Sam Worthington      | Tobias Kluckert    |
| Kate Brewster Connor    | Bryce Dallas Howard  | Maria Koschny      |
| Blair Williams          | Moon Bloodgood       | Marion Musiol      |
| Barnes                  | Common               | Dennis Schmidt-Foß |
| Dr. Serena Kogan        | Helena Bonham Carter | Melanie Pukaß      |
| General Ashdown         | Michael Ironside     | Helmut Gauß        |
| T-800                   | Roland Kickinger     | Thomas Danneberg   |
| Virginia                | Jane Alexander       | Denise Gorzelanny  |
| Stimme von Sarah Connor | Linda Hamilton       | Joseline Gassen    |

## Sonstiges

US-amerikanisches Logo

- In Terminator: Die Erlösung sind einige Reminiszenzen an die ersten beiden Terminator-Filme in Form von Kameraeinstellungen, Zitaten und Situationen enthalten. Zum Beispiel fallen die berühmten Filmzitate „Komm mit, wenn du leben willst“ und „Ich komme wieder!“.
- Arnold Schwarzenegger, der in den ersten drei Filmen als Terminator aufgetreten war, wurde ein Cameoauftritt angeboten. Er lehnte aber ab und begründete seine Entscheidung damit, dass er mit einem solchen kurzen Auftritt das Publikum hintergehen würde.[11] Einen Cameoauftritt hat Schwarzenegger dennoch: Aus Material des ersten Terminator-Films und mithilfe von Computertechnik wurde sein Gesicht in einer Szene des Films auf das des T-800-Körperdoubles[12] Roland Kickinger eingefügt.[13]
- Drehbeginn war der 5. Mai 2008.[14] Ursprünglich sollte am 15. März 2008 in Australien oder Budapest begonnen werden,[15] der Ort wurde jedoch wegen Steuervergünstigungen in den US-Bundesstaat New Mexico verlegt.[16] Die Drehorte des Films waren hauptsächlich Albuquerque und Taos.[17]
- Terminator: Die Erlösung ist die letzte Produktion unter Mitwirkung des Spezialeffekt-Experten und viermaligen Oscarpreisträgers Stan Winston, dieses Mal als Creature Effects Supervisor – außerdem hat er einen kurzen Cameoauftritt. Winston war bereits bei den ersten drei Terminator-Filmen verantwortlich an den Spezial- und Maskeneffekten beteiligt. Er starb während der Produktion im Juni 2008 – der Film ist ihm gewidmet.
- Die Rolle des Terminators Marcus Wright wurde ursprünglich Josh Brolin angeboten.[18] Dieser lehnte jedoch kurz vor der Vertragsunterzeichnung ab, als er erfuhr, dass nicht das ursprüngliche, düstere Drehbuch, das ihm sehr gefallen hatte, verfilmt wird.[19]
- Auf den Tonbändern, die sich John Connor wiederholt im Verlauf des Filmes anhört, ist Linda Hamilton, die Hauptdarstellerin aus den ersten beiden Terminator-Filmen, zu hören. Für ihre Sprechrolle erhielt sie jedoch keine Nennung im Abspann.[20]
- Regisseur McG gab dem Produktionsteam die Anweisung, Philip K. Dicks Roman Do Androids Dream of Electric Sheep? zu lesen, Vorlage des Science-Fiction-Films Blade Runner.[21]
- Der Soundtrack zum Film erschien unter dem Titel Terminator Salvation im Mai 2009. Komponist war Danny Elfman.
- In einer Szene ist das Lied You Could Be Mine der US-amerikanischen Rock-Band Guns N’ Roses zu hören, das auch in Terminator 2 – Tag der Abrechnung als Begleitmusik für eine Verfolgungsszene verwendet wurde. In der betreffenden Szene spielt John Connor auf einer Landstraße den Song auf einem tragbaren Kassettenrekorder ab, um einen schwarzen Moto-Terminator, einen Kampfroboter in Form eines Motorrads, anzulocken und sich des Bikes zu bemächtigen. Außerdem erklingt in der Musikanlage eines Geländewagens der Song Rooster von Alice in Chains. In dieser Szene erklärt Mitstreiter Marcus Wright dem Widerstandskämpfer Kyle Reese in Bezug auf das Lied: „Das hat mein Bruder immer gehört.“
- In Deutschland erschien die DVD und Blu-ray am 30. November 2009.[22] Die Blu-ray wurde ausschließlich in der etwa 3 Minuten längeren Director’s-Cut-Version, bei der einige Szenen erweitert und neue hinzugefügt wurden, veröffentlicht.[23]

## Adaptionen

### Romane
- Terminator: Die Erlösung von Alan Dean Foster, Heyne Verlag, Mai 2009, ISBN 3-453-52603-1
- Terminator: Die Erlösung – Nach dem Feuer von Timothy Zahn, Heyne Verlag, 1. November 2009, ISBN 3-453-52647-3

Nach dem Feuer von Timothy Zahn ist ein offizielles Prequel zum Film, das direkt vor der Handlung des vierten Teiles angesiedelt ist. Die Handlung dreht sich einerseits um Kyle Reese und Star, die nach Terminatoren Ausschau halten, um einen Marine-Soldaten, der seine Einheit zusammenhalten will, und John und Kate Connor, die ihre Widerstandsgruppe auf einen Angriff vorbereiten.

### Comic
- Terminator: Die Erlösung (= Terminator #2), umfasst eine Vorgeschichte (von Dara Naraghi und Alan Robinson) sowie eine Vorschau auf den Film (von Jeff Mariotte und Don Figueroa), Panini Comics, Oktober 2009, ISBN 978-3-86607-855-0[24]

Die im Frühjahr 2009 erschienenen US-Ausgaben umfassen eine vierteilige Vorgeschichte zum Film. Darin wird der menschliche Widerstand in Detroit in den Vereinigten Staaten und in Arlit in Niger gezeigt. In einem zusätzlichen Preview wird der Filmanfang bis zum Treffen von Marcus Wright mit Kyle Reese und Star in Los Angeles wiedergegeben.

### Videospiel
Zudem erschien mit dem gleichnamigen Terminator: Die Erlösung auch eine Videospielumsetzung des Films für Xbox 360, PlayStation 3 und die Betriebssysteme Microsoft Windows und Apple iOS. Der Spieler übernimmt dabei aus der so genannten Third-Person-Perspektive die Rolle der Hauptfigur des Films, John Connor, und erlebt den Kampf gegen die Skynet-Einheiten nach. Zeitlich gesehen ist das Spiel ein Prequel zum Film, das zwei Jahre vor den Ereignissen des Films in Los Angeles spielt. Das Spiel umfasst neun in Unterkapitel gegliederte Level und diverse Spielmodi.